# 陈铁新
陈铁新（1955年4月-），汉族，辽宁辽阳人，1988年6月获工程师职称，1995年6月获高级经济师职称，1995年12月取得吉林大学世界经济专业经济学博士学位。曾任第十届和第十一届全国人大代表。中共中央党校一年制中青年干部培训班学员列表。2013年1月担任辽宁省政协副主席。

## 简历
1972年12月参加工作，1975年3月加入中国共产党。1978年3月到1982年1月在沈阳机电学院（今沈阳工业大学）机械系铸造专业学习。1996至2000年，担任沈阳市旅游局副局长和局长。2004年至2008年，丹东市政府市长。2008年至2013年任朝阳市委书记。2013年1月担任辽宁省政协副主席。2014年7月24日，据中纪委监察部网站，辽宁政协副主席陈铁新涉嫌严重违纪违法正接受组织调查。他是中共十八大以来辽宁第一个落马的省部级官员，也是十八大后落马的第12个来自政协系统的省部级以上高官，曾被举报插手土地拍卖。10月28日因严重违纪被双开，经查“陈铁新利用职务上的便利为他人谋取利益，收受巨额贿赂共计折合人民币2371万余元。；收受礼金礼品；与他人通奸。”2016年11月22日，辽宁省政协原副主席陈铁新一审被哈尔滨市中级人民法院以受賄罪判处有期徒刑十三年九个月、罰金200萬元。

## 轶事
陈铁新主政朝阳时，曾提出“奋战三年，再造朝阳“的口号。在2010年拍摄的朝阳城市形象宣传片《凤鸣朝阳》中，陈铁新不仅作为该片的制片人，还亲自为歌手谭晶所唱的MV填词。该歌曲也成为朝阳的市歌，当地电视台在黄金时间每天播放，直到他离开朝阳。